# 라세 쿠코넨
라세 유하니 쿠코넨(핀란드어: Lasse Juhani Kukkonen, 1981년 9월 18일~)은 핀란드의 은퇴한 아이스하키 선수로 포지션은 수비수이다. 자국 리그인 SM-리가의 팀인 오울룬 캐르패트 소속으로 선수 생활을 시작하였으며, 캐르패트 소속으로 2004–2005, 2013–2014, 2014–2015, 2017–2018 시즌 리그 우승을 달성했다. 또한 내셔널 하키 리그(NHL)로 진출하여 총 4시즌 동안 시카고 블랙호크스와 필라델피아 플라이어스 소속으로 활동하기도 했다.
핀란드 대표팀 소속으로 국제 대회에 참가했으며, 2006년 동계 올림픽에서 은메달, 2010년, 2014년 동계 올림픽에서 동메달을 획득하였다. 세계 선수권 대회에서도 활동하여 금메달 1개, 은메달 2개, 동메달 1개 획득에 기여했다.